# Stichoplastoris asterix
Stichoplastoris asterix là một loài nhện trong họ Theraphosidae.
Loài này thuộc chi Stichoplastoris. Stichoplastoris asterix được Carlos E. Valerio miêu tả năm 1980.